# Leucotaeniella trispila
Leucotaeniella trispila är en tvåvingeart som beskrevs av Mario Bezzi 1918. Leucotaeniella trispila ingår i släktet Leucotaeniella och familjen borrflugor. Inga underarter finns listade i Catalogue of Life.